# Omvendt skråstreg
Den omvendte skråstreg ( \ ) – også kendt som backslash fra engelsk – er et typografisk symbol.
Den er opstået som en direkte spejlvending af den almindelige skråstreg tilbage i 1960'erne.

## I datalogi
Den omvendte skåstreg findes i ASCII-tegnsættet som tegn nummer 92 og repræsenteres i Unicode som U+005C.
Skråstregen bruges på Windows som adskillelse mellem mapper – modsat den almindelige skråstreg, der bruges på Unix.
I nogle opmærkningssprog – såsom TeX og RTF – bruges den omvendte skråstreg til at starte et nyt markup-tag.

### I programmering
I mange programmeringssprog og -syntakser bruges den omvendte skråstreg som indkodningstegn – eller fra engelsk: escape character. Dette betyder, at det eller de efterfølgende tegn skal tolkes på en særlig vis. For eksempel kan man i JavaScript indkode Unicode-tegn som:
```
var overskrift = "Gr
\
u00E6nse";
```

Hvor U+00E6 er Unicode-repræsentationen af et æ.